# Rebutia colorea

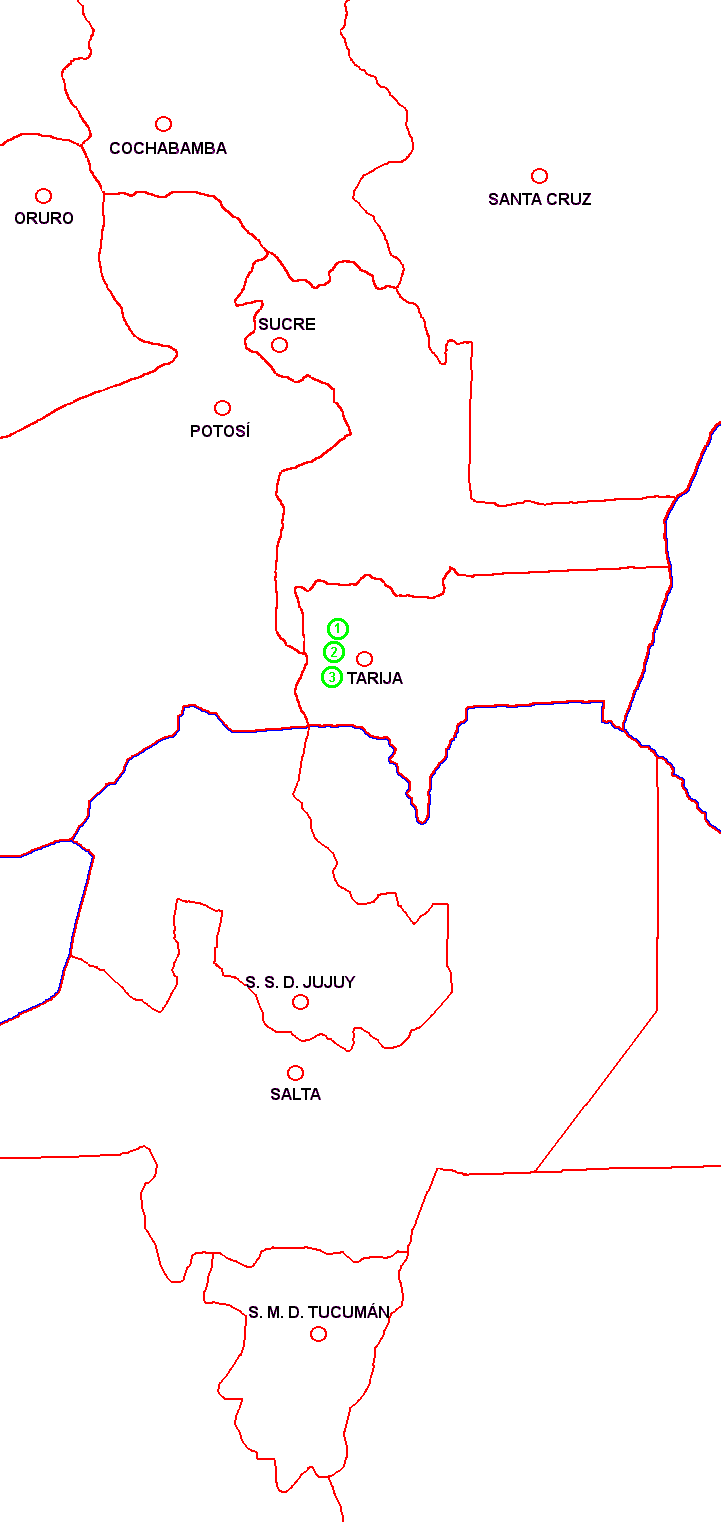
Mapa rozšíření R. colorea

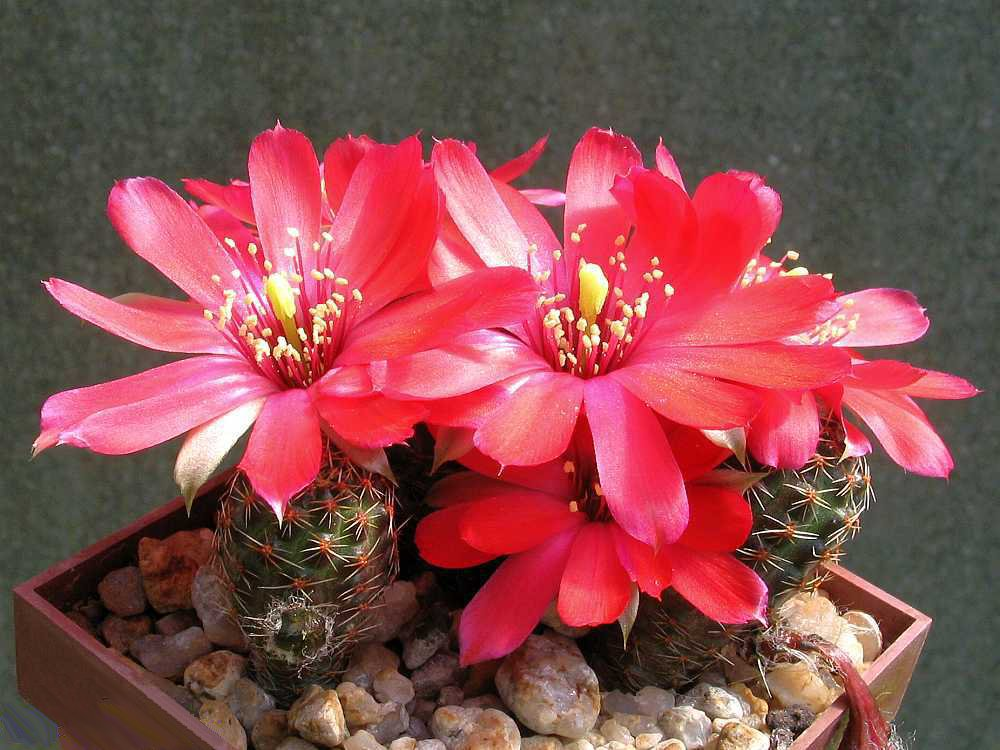
R. colorea FR1106

Rebutia colorea je velmi zajímavý druh rodu rebucie, nalezený F. Ritterem roku 1958. Velmi nápadná barva květů je pro rebucie neobvyklá, takové jasně červené odstíny s karmínovým až fialovým nádechem lze naopak často pozorovat u rodu Sulcorebutia. Druh byl pojmenován podle celkového vzhledu, coloreus znamená barevný, což se týká jak pokožky a trnů, tak i květů.

## Rebutia coloreaRitter & Buining
Ritter, Friedrich; Kakteen und andere Sukkulenten, 28: 78, 1977
Sekce Digitorebutia, řada Iscayachensis
Synonyma: 
- Lobivia pygmaea (R. E. Fries) Backeb. var.  colorea (Ritter) Rausch, Lobivia 85, p.116, 1987
- Rebutia pygmaea (R. E. Fries) Br. et R. var. colorea (Ritter) J. Lodé, Cact. Aventures, 16: 17, 1992

### Popis
Stonek jednotlivý, kulovitý až poněkud protáhlý, 10 - 20 mm široký, s tlustým bílým řepovitým kořenem; pokožka tmavě nafialověle hnědozelená, při oslunění nečervenající. Žeber 9 - 11, asi 2 - 3 mm vysoká, rozdělená hlubokými zářezy, hrboly okrouhlé; areoly 1 - 1,3 mm dlouhé, téměř holé, asi 3 mm vzdálené, ve stáří více přiblížené. Trnů 6 - 8, jen okrajové, hřebenovitě postavené, přilehlé, 1,5 - 2,5 mm dlouhé, žlutohnědé, později šednoucí, se zesílenou, trvale žlutohnědou bází.
Květy na spodní polovině stonku, 25 - 35 mm dlouhé; květní lůžko kulovité, s bělavými až tmavě zelenými šupinami, malým množstvím bílé vlny a jednotlivými bledými vlasovými štětinami; květní trubka 8 - 14 mm dlouhá, na spodních 2,5 - 5 mm srostlá s čnělkou, nad tím nálevkovitá, uvnitř purpurově růžová; okvětní lístky kopisťovité až poněkud zašpičatělé, intenzívně karmínové až rubínové, na konci a na bázi purpurové; nitky purpurové, asi 10 mm dlouhé, v horní části trubky rovnoměrně nasazené, prašníky žluté; čnělka světle zelená, 4 - 7 světle zelených, sevřených ramen blizny ve výšce horních prašníků. Plod kulovitý, červený, téměř 10 mm široký. Semena hnědočerná, 1,0 x 0,8 mm velká, téměř hladká.

### Variety a formy
Variety ani formy nebyly popsány, druh je známý z jediné omezené oblasti, kde je velmi jednotný. F. Ritter uvádí, že mezi stovkami kvetoucích exemplářů nebylo vidět žádné květy odchylných barev. Rovněž hybridy s jinými tam rostoucími a současně kvetoucími druhy nebylo možné nalézt. Kromě sběru, podle kterého byl druh popsán, FR 1106, sem patří také sběr WR 660. Nověji byly jako R. colorea označeny také sběry LH 940, RH 294b, RH 933 a RH 1106.

### Výskyt a rozšíření
Jako typové místo bylo F. Ritterem uvedeno San Antonio (Bolívie, provincie Mendez, departament Tarija), v nadmořské výšce asi 3500 m. W. Rausch jako místo svého sběru uvedl Abra de Sama, u Iscayachi, 3500 m. Všechny ostatní sběry pocházejí rovněž z nepříliš vzdálených lokalit v departementu Tarija, u sběru LH 940 bylo jako místo nálezu uvedeno Yunchara – Iscayachi, 3930 m, u sběru RH 933 San Antonio, u RH 1106 Yunchara.